# Micah Sanders
Micah Sanders è un personaggio della serie televisiva Heroes, interpretato da Noah Gray-Cabey e doppiato da Manuel Meli e Simone Crisari.

## Biografia

### Prima stagione - Volume uno: Genesi
Micah è l'unico figlio di Niki Sanders e D.L. Hawkins. All'inizio della serie ci viene presentato come un ragazzino con un'intelligenza di molto superiore alla norma, e per questo dovrebbe frequentare una classe speciale, come proposto dal preside della sua scuola. Vive con sua madre, la quale non ha le disponibilità economiche per permettere al figlio una degna istruzione, inoltre la donna deve fare i conti con l'organizzazione criminale di Daniel Linderman. Dopo qualche episodio, si scopre che anche Micah, come i genitori, è un soggetto avanzato in grado di comprendere e controllare i sistemi elettronici. Manifesta per la prima volta il suo potere quando smonta un computer che gli aveva regalato il nonno.
Quando D.L. ritorna a casa e scopre che è stata Niki a commettere il furto e a manomettere le prove, questo fugge con Micah, che gli rivela l'esistenza della personalità alternativa di Jessica. Quando questa cerca di uccidere suo padre ferendolo per sbaglio, Niki, intuendo la sua pericolosità, si costituisce alla polizia. Micah inizia quindi a convivere con il padre, e lo aiuta usando il suo potere e rapinando un bancomat, portando i soldi a casa. Poco tempo dopo, sua madre esce di prigione grazie a Linderman, però nessuno sa che Jessica è diventata la personalità dominante e che lavora come killer a pagamento; fortunatamente, ben presto Niki riprende il controllo sul suo corpo. Dopo aver vissuto gli ultimi giorni serenamente con la sua famiglia, Micah viene inconsapevolmente, vittima di un'illusione creata da Candice Wilmer, rapito da Linderman, che vuole usare il suo potere per far vincere le elezioni a Nathan Petrelli.
Poche ore dopo si rende conto di essere stato rapito e cerca di scappare, ma il potere di Candice lo fa disorientare. Dopo di che incontra Linderman che gli promette che presto tornerà dalla sua famiglia e che, a missione compiuta, non si dovranno più preoccupare per i soldi. Micah acconsente e riprogramma i macchinari per il calcolo dei voti in modo da far sembrare che Nathan abbia vinto le elezioni. Poco dopo Candice e Jessica combattono, Jessica ha la meglio e i due scappano con D.L., Mohinder, Matt e Molly. Durante la fuga ha occasione di usare il suo potere per riparare un ascensore rotto.

### Seconda stagione - Volume due: Generazioni
Nella seconda stagione D.L. muore mentre cerca di riportare a casa Niki, vittima di una sua personalità alternativa di nome Barbara, che dopo aver riassunto il controllo di se stessa, decide di entrare nella Compagnia per trovare una cura per i suoi poteri. Così Micah viene ospitato dalla nonna, che vive con i suoi due cugini, Damon e Monica Dawson. Inizialmente vive momenti di contrasto con Damon, ma il rapporto tra i due si riappacificherà quando Micah gli si dimostra utile grazie al suo potere. Monica invece si dimostra protettiva nei suoi confronti. Presto scopre che anche Monica è un soggetto avanzato in grado di imitare qualsiasi movimento corporeo umano guardandolo anche solo una volta, e decide di aiutarla a sviluppare le sue doti.

### Terza stagione
Nel terzo volume, Criminali, Micah fa solo una breve apparizione nell'episodio 03 quando viene a fargli visita Tracy Strauss, la sorella gemella di sua madre. Ricompare solo durante il quarto volume, Fuggitivi, nell'episodio 20 della terza stagione quando si scopre che "Rebel", la misteriosa identità che contatta gli "heroes" non ancora catturati dal governo per aiutarli a fuggire, è lui. Il primo soggetto avanzato che aiuta è Claire Bennet, avvisandola tramite un sms anonimo dei piani dell'organizzazione governativa. Tra le persone che riesce a salvare vi è anche Tracy Strauss, che riesce a far fuggire dall'edificio 26, dove era rinchiusa insieme ad altre persone dotate di poteri. Questa però viene catturata nuovamente e pur di salvarsi accetta di aiutare il governo a catturare Rebel. Più tardi Tracy Strauss scoprirà che Rebel è Micah Sanders, il figlio di una delle sue due sorelle gemelle da cui era stata separata alla nascita, e decide di sacrificare la sua vita pur di farlo scappare.
Micah non compare durante la quarta stagione.

## Heroes Reborn
Micah, che ora è a capo di un gruppo di soggetti avanzati che si oppone alla Renautas, guidata dalla crudele Erica Kravid, viene catturato da loro e rinchiuso in una sorta di istituto diretto da Matt Parkman insieme ad altri soggetti avanzati. I suoi collaboratori, guidati da René, lo salvano, poi Micah con i suoi poteri fa vedere a tutti tramite i canali televisivi, l'imbroglio di Erica la quale un anno prima aveva organizzato l'attentato Humans & Evos United a Odessa dove morirono molte persone ma lei diede la colpa a Mohinder Suresh, però Micah così facendo smaschererà Erica davanti agli occhi dell'opinione pubblica. Micah, usando i suoi poteri, farà sì che Tommy riceva un messaggio con le emittenti televisive, dove viene informato che sua sorella lo sta aspettando a Odessa per fermare la tempesta solare che rischia di spazzare via l'umanità.

## Poteri e abilità
Micah è dotato del potere di controllare e comprendere i sistemi elettronici (tecnopatia). Per manifestare il suo potere gli basta toccare un macchinario e concentrarsi, dopo di che questo agirà come lui desidera.
Durante la prima stagione usa il suo potere per aiutare i suoi genitori, ad esempio sbancando un bancomat per trovare dei soldi al padre, o riparando un telefono a gettoni rotto per mettersi in contatto con la madre. Nella terza stagione invece ha occasione di aiutare tutti gli "heroes" aiutandoli a fuggire dal governo, di cui svela i piani infiltrandosi nei suoi computer grazie al suo potere.